# مبنى المستشارية الاتحادية (برلين)
مبنى المستشارية الاتحادية (بالألمانية: Bundeskanzleramt) في برلين هو المقر الرسمي ومقر إقامة المستشار الألماني وكذلك مقر مكتبه التنفيذي. كجزء من انتقال الحكومة الاتحادية الألمانية من بون إلى برلين، انتقل المكتب إلى المبنى الجديد المصمم من قبل المهندسين المعماريين أكسل شولتيس [الألمانية] وشارلوته فرانك. المبنى عبارة عن جزء من الحزام الاتحادي [الألمانية] Band des Bundes ويقع في شارع فيلي براندت 1.

## لمحة تاريخية
عندما تحول الاتحاد الألماني الشمالي ليصبح الإمبراطورية الألمانية في عام 1871، أعيد تسمية المستشارية الاتحادية (Bundeskanzleramt) ليصبح مستشارية الرايخ أو مستشارية الإمبراطورية (Reichskanzleramt)). كان مقرها في الأصل في قصر Radziwiłł (المعروف أيضاً باسم Reichskanzlerpalais)، الذي بني في الأصل من قبل الأمير Antoni Radziwiłł في Wilhelmstraße 77 في برلين. مع مرورو الوقت تم فصل المزيد والمزيد من المكاتب الإمبراطورية عن مستشارية الرايخ، على سبيل المثال مكتب العدل (reichsjustizamt) في عام 1877. ما تبقى من مستشارية الرايخ أصبح في عام 1879 مكتب/ وزارة الداخلية (Reichsamt).
في 1878 أنشأ المستشار الإمبراطوري بسمارك مكتبًا جديدًا لشئون المستشار، وهو Reichskanzlei. في عامي 1938-1939 تم بناء مبنى المستشارية الامبراطورية الجديدة (Neue Reichskanzlei)، الذي صممه ألبرت شبير. تضرر البناء خلال الحرب العالمية الثانية، ثم تم هدمه من قبل قوات الاحتلال السوفيتي.
في عام 1949 تم إنشاء الجمهورية الاتحادية. جُعلت بون العاصمة المؤقتة. استخدم المستشار كونراد أديناور متحف كونيج في أول شهرين ثم نقل مكتب المستشارية إلى قصر شامبورغ حتى اكتمل بناء مبنى المستشارية في عام 1976. كان مبنى مستشارية ألمانية الغربية الجديد عبارة عن هيكل أسود تم إنجازه على النمط الدولي، في مثال متواضع على الحداثة. مبنى منفصل حمل اسم (Kanzlerbungalow) خدم كسكن خاص للمستشار وعائلته 1964-1999.
بعد ما يقرب من عشر سنوات من إعادة توحيد ألمانيا عام 1990، في صيف عام 1999 انتقلت معظم الحكومة الألمانية إلى برلين. تم إيواء المستشارية مؤقتًا في مبنى مجلس جمهورية ألمانيا الديمقراطية السابقة (Staatsratsgebäude) حيث لم يتم الانتهاء بعد من بناء مبنى المستشارية الجديد في ذلك الوقت.

## لمحة تاريخية في صور
- في 1869 ضمت الحكومة البروسية قصر (Radziwiłł Palace) سابقاً كان يُدعى (Palais Schulenburg)، الذي تم تجديده في عام 1875 ليكون المبنى الرسمي للمستشارية. تم افتتاحه مع اجتماعات مؤتمر برلين في يوليو 1878، أعقبه مؤتمر الكونغو في عام 1884.
- في أيام جمهورية فايمار تم توسيع المستشارية بشكل ملحوظ عن طريق بناء ملحق جنوبي حديث انتهى في عام 1930. (إطلالة على التوسيع من ساحة فيلهلم بلاتز 1930).
- في أواخر يناير 1938 عين أدولف هتلر المهندس المعماري ألبرت شبير لبناء مستشارية الرايخ الجديدة بالقرب، وطلب استكمال البناء في غضون عام. ومع ذلك فقد ظل محل إقامته الرسمي. تشترك المستشارية القديمة والجديدة في منطقة الحديقة الكبيرة مع قبو الفوهرر تحت الأرض ، حيث انتحر هتلر في نهاية أبريل 1945. (مستشارية الرايخ الجديدة، تظهر هنا على مفترق هيرمان-غورينغ-شتراسه وفوكس شتراسه في عام 1939).
- في عام 1949 استخدم المستشار كونراد أديناور متحف كونيج في أول شهرين قبل أن ينقل المستشارية إلى قصر شامبورغ
- في نوفمبر 1949 أصبح قصر شامبورغ المقر الرسمي لأول مستشار في جمهورية ألمانيا الاتحادية، كونراد أديناور. أعاد المهندس المعماري هانز شفيبرت بناء المبنى لاستخدامه كمستشارية اتحاديية في عام 1950. كما تم توسيعه بما يسمى بالملحق 2 والملحق 3. بحلول عام 1976، كان هناك حاجة إلى مساحة أكبر، لذلك تم بناء مقر جديد. منذ 2001 يخدم هذا البناء كالمقر الرسمي الثانوي لمكتب المستشار.
- تم استخدام مبنى المستشارية الاتحادية في بون من عام 1976 حتى عام 1999 (حتى انتقال الحكومة إلى برلين) كمقر للمستشار.
- في صيف عام 1999، بعد إعادة توحيد ألمانيا، انتقلت معظم الحكومة إلى برلين. تم إيواء المستشارية مؤقتًا في مبنى مجلس ألمانيا الشرقية (Staatsratsgebäude) حيث لم يتم الانتهاء بعد من بناء مبنى المستشارية الجديد في ذلك الوقت.
- أُفتتح مبنى المستارية الاتحادية الجديد الذي يقع بجانب مبنى الرايخستاغ في برلين كمقر رئيسي للمستشار في عام 2001